# 리먼 브라더스

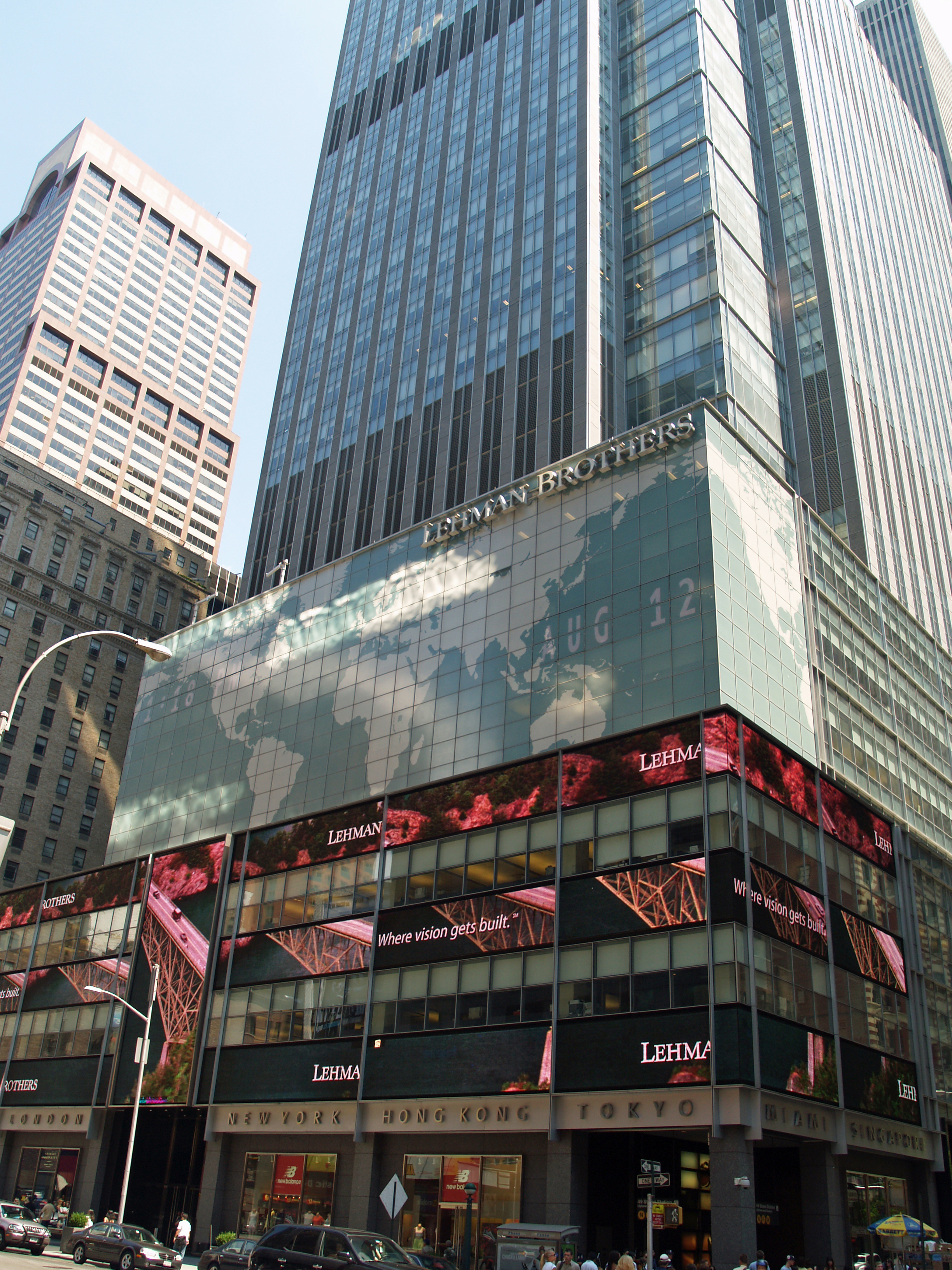
뉴욕 타임 스퀘어에 위치한 본사 건물

리먼 브라더스 홀딩스 주식회사(Lehman Brothers Holdings Inc., IPA: [ˈliːmən])는 1850년에 설립된 다각화된 국제 금융 회사였다. 투자은행, 증권과 채권 판매, 연구 및 거래, 투자관리, 사모투자, 프라이빗 뱅킹(PB;자산관리) 등에 관여하고 있었고 미국 국채 시장의 주 딜러이기도 하다. 주요 자회사로는 Lehman Brothers Inc., Neuberger Berman Inc., Aurora Loan Services, Inc., SIB Mortgage Corporation, Lehman Brothers Bank, FSB, the Crossroads Group. 등이 있었다. 세계본사는 미국 뉴욕 시에 자리 잡고 있고, 런던과 도쿄에는 지역 본사가 있었으며, 세계 곳곳에 지사를 두고 있었다. 대한민국에는 서울특별시 중구 소공동 한화빌딩 12층과 태평로2가 신동아빌딩 17층에 지사가 있었다.
1850년에 설립된 리먼 브라더스는 미국 동부 시간으로 2008년 9월 15일, 약 6천억 달러($613 billion)에 이르는 부채를 감당하지 못하고 파산 신청을 했다. 회사는 파산 절차가 완료될 때까지 유지된다.
또한 2008년 9월 16일 오전 서울 소공동에 위치한 리먼 브러더스 한국지사에 대해 대한민국 금융위원회가 긴급조치를 내려 업무가 정지되었다. 노무라 증권과 바클리즈에 분할 인수되면서 해체되었다.

## 역사
1844년 유대계 소상인의 아들인 23살 헨리 리먼이 바이에른 왕국(바바리아) 림파르에서 미국으로 이주한다. 헨리는 앨라배마주 몽고메리에 정착했고 그곳에서 'H.리먼'이라는 포목점을 열었다. 1847년 형제인 엠마뉴엘 리먼이 온 이후 회사는 "H. 리먼 앤 브라더"가 되었다. 1850년 형제들 중에서 막내인 메이어 리먼이 왔고, 회사는 다시 이름을 바꿨고 '리먼 브라더스'가 설립이 된다.

## 같이 보기
- 바클리즈
- 리먼 브라더스의 파산